# Nabój .41 AE
.41 Action Express (.41 AE) – nabój pistoletowy produkowany przez firmę IMI.

## Historia
W 1983 roku kalifornijska firma Dornaus & Dixon opracowała pistolet Bren Ten. Strzelał on nową amunicją 10 mm Auto, produkowaną na zamówienie firmy Dornaus & Dixon przez szwedzką firmę Norma AB.
W następnych latach pojawiło się kilka pistoletów strzelających tym nabojem, ale nie zdobył on większej popularności. Duża długość naboju 10 mm Auto utrudniała przystosowanie do tego naboju istniejących typów pistoletów, a duży odrzut strzelającej nim broni utrudniał sprzedaż.
W połowie lat 80 izraelska firma IMI rozpoczęła produkcję naboju .41 AE. Został on skonstruowany przez wiceprezesa firmy Action Arms Evana Whildina. Był on oparty na konstrukcji naboju 10 mm Auto. Konstruktor naboju postanowił zmniejszyć ładunek prochu którym elaborowano nabój. Zmniejszyło to energię wylotową pocisku, ale odrzut strzelającego nowym nabojem broni spadł do dopuszczalnego poziomu. Ponieważ zmniejszono ładunek prochu możliwe było skrócenie łuski i w konsekwencji długości całego naboju. Dzięki temu możliwe było łatwe przystosowanie do strzelania nabojem .41 AE pistoletów projektowanych do popularnej amunicji 9 × 19 mm Parabellum. Taką konwersję ułatwiało zastosowanie w naboju .41 AE dna łuski o średnicy identycznej jak w naboju 9 mm Parabellum.
Nowy nabój nie zdobył dużej popularności. Podstawową przyczyną porażki rynkowej było pojawienie się w 1989 roku naboju .40 S&W. Jest on podobnie jak .41 AE pochodną naboju 10 mm Auto, a dzięki silnej pozycji firmy Smith & Wesson szybko wyparł nabój .41 AE z rynku amerykańskiego.